# Plesiadapiformes
Plesiadapiformes (gần giống như Adapid hoặc như Adapiformes) là một bộ động vật có vú đã tuyệt chủng. Nó hoặc là có quan hệ họ hàng gần của các loài linh trưởng hoặc là tiền thân của chúng. Nhiều đặc điểm là quá phái sinh để có thể coi là tổ tiên của động vật linh trưởng, nhưng các loài Plesiadapiformes sớm nhất có các răng là biểu lộ mạnh của một tổ tiên chung. Purgatorius được cho là gần gũi với tổ tiên chung gần nhất của động vật linh trưởng và Plesiadapiformes.
Plesiadapiformes lần đầu tiên xuất hiện trong các mẫu hóa thạch thuộc kỷ Phấn Trắng, mặc dù nhiều loài đã bị tuyệt chủng vào đầu thế Eocen. Có thể là chúng là những động vật có vú đầu tiên đã phát triển móng chân ở vị trí của vuốt.

## Phát sinh chủng loài
|  | Rodentia (gặm nhấm)                   |
|  |                                       |
|  | Lagomorpha (thỏ rừng, thỏ, thỏ chuột) |
|  |                                       |

|  | Dermoptera (cầy bay/chồn dơi)                                  |
|  |                                                                |
|  | \| \| †Plesiadapiformes \| \| \| \| \| \| Primates \| \| \| \| |
|  |                                                                |
|  | †Plesiadapiformes                                              |
|  |                                                                |
|  | Primates                                                       |
|  |                                                                |

|  | †Plesiadapiformes |
|  |                   |
|  | Primates          |
|  |                   |

|  | Dermoptera (cầy bay/chồn dơi)                                  |
|  |                                                                |
|  | \| \| †Plesiadapiformes \| \| \| \| \| \| Primates \| \| \| \| |
|  |                                                                |
|  | †Plesiadapiformes                                              |
|  |                                                                |
|  | Primates                                                       |
|  |                                                                |

|  | †Plesiadapiformes |
|  |                   |
|  | Primates          |
|  |                   |

|  | Rodentia (gặm nhấm)                   |
|  |                                       |
|  | Lagomorpha (thỏ rừng, thỏ, thỏ chuột) |
|  |                                       |

|  | Dermoptera (cầy bay/chồn dơi)                                  |
|  |                                                                |
|  | \| \| †Plesiadapiformes \| \| \| \| \| \| Primates \| \| \| \| |
|  |                                                                |
|  | †Plesiadapiformes                                              |
|  |                                                                |
|  | Primates                                                       |
|  |                                                                |

|  | †Plesiadapiformes |
|  |                   |
|  | Primates          |
|  |                   |

|  | Dermoptera (cầy bay/chồn dơi)                                  |
|  |                                                                |
|  | \| \| †Plesiadapiformes \| \| \| \| \| \| Primates \| \| \| \| |
|  |                                                                |
|  | †Plesiadapiformes                                              |
|  |                                                                |
|  | Primates                                                       |
|  |                                                                |

|  | †Plesiadapiformes |
|  |                   |
|  | Primates          |
|  |                   |

## Phân loại
Một phân loại có thể của Plesiadapiformes được liệt kê dưới đây.
- BỘ PLESIADAPIFORMES
  - Họ Micromomyidae
  - Siêu họ Paromomyoidea
    - Họ Paromomyidae
    - Họ Picromomyidae
    - Họ Palaechthonidae
    - Họ Picrodontidae
    - Họ Microsyopidae

  - Siêu họ Plesiadapoidea
    - Họ Chronolestidae
    - Họ Plesiadapidae

  - Siêu họ Carpolestoidea
    - Họ Carpolestidae